# Georgius Agricola

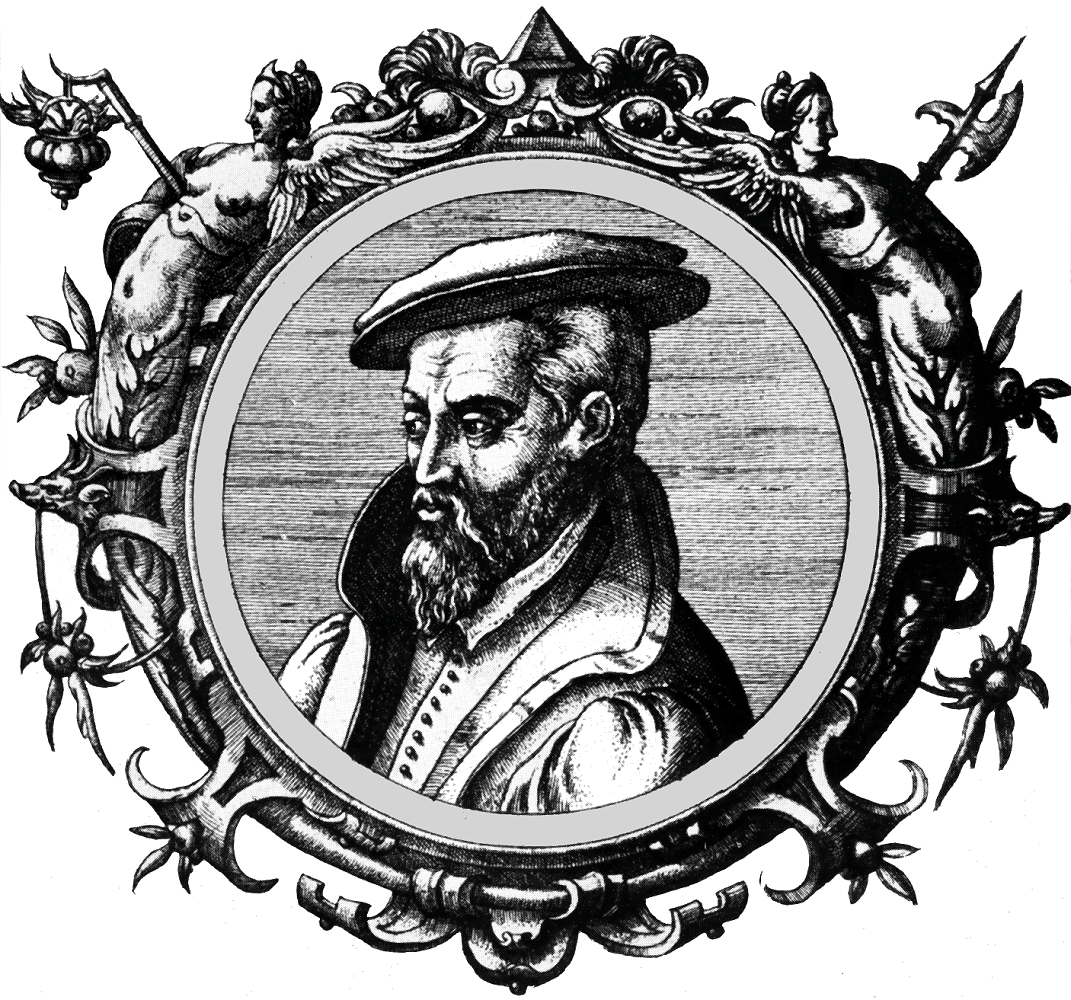
Agricola fametszetű ábrázolása fő művének címlapján

Agricola, születési nevén Georg Pawer (Glauchau, 1494. március 24. – Chemnitz, 1555. november 21.) német tudós, író, a modern bányászati és földtudományok egyik megalapozója.

## Tanulmányai
Alsó fokú iskoláit szülővárosában végezte, majd Zwickauba került középiskolába, ahol hevesen tiltakozott a lélektelen tanítás és a megalázó botbüntetés ellen. 1514-ben a Lipcse városában 1409-ben alapított egyetemre ment. Kezdetben filozófiát, ógörögöt és latint tanult. 1518-ban visszatért Zwickau]]ba, majd 1522-ben Lipcsébe és folytatta tanulmányait az orvostudományok terén. 1523-ban Bázelba utazott, majd onnan Bologna egyetemére távozott tanulmányait folytatni. A Bolognai Egyetemen avatták doktorrá 1524-ben.

## Munkássága
24 éves korában meghívták az ógörög nyelv tanárának Zwickauba, az egyetemre, ahol kapcsolatba került a bányászattal. Pályáját iskolareformmal kezdte. 1520-ban tette közzé első művét, egy latin nyelvkönyvet, amelyben újszerű táblázatokat, bányászati és földrajztudományi mintamondatokat használt. Ebben az időben nyertek teret Luther Márton tanai. A lutheránus iskolapolitikával nem értett egyet, visszatért Lipcsébe. 1524 őszén Velence az úticélja, ahol az ókori nagy orvostudorok, köztük Hippokratész műveit készítette elő kiadásra. Velence városában a mineralógiával is foglalkozott és tanulmányozta a fa- és rézmetszők munkáját, valamint a festőművészetet is. 1526-ban elutazott Karintiába, ahol az ólombányászatot tanulmányozta Villach mellett, majd az aranybányákat látogatta Raurisban. 1527-ben a cseh Érchegység gazdag ezüstbányáinak központjában, Joachimsthalban telepedett le, ahol orvosként és gyógyszerészként dolgozott. Itt az ásványi eredetű gyógyszereket kutatta ókori használatukat figyelembe véve.
Eleinte gyanakvással fogadták bányászati érdeklődését, de amikor meggyőződtek arról, hogy kíváncsiságát a tudós érdeklődése hajtja, nem zárkóztak el előle. Első fontos művét, a „Bermannus dialógus” címűt 1529-ben írta meg, ami 1530-ban megjelent a frankfurti könyvpiacon.
1531-ben visszatelepült Chemnitzbe, a bányákból származó részvényeinek jövedelme alapján tehetős polgárnak számított. Itt befejezte és kiadta a „De mensuris et ponderibus” (A mértékekről és súlyokról) című munkáját 1533-ban. A „Mértékekről és súlyokról” című, részben nemzetgazdasági, részben történelmi munkáját, Párizsban és Velence városában is kiadták. 1534-ben feleségül vette Chemnitz elhunyt polgármesterének özvegyét, amivel bekerült a város vezető patrícius családjai közé. Megözvegyült és 1542-ben második házasságában gyámleányát vette feleségül, aki nagy vagyonnal rendelkezett, így a város leggazdagabb polgárainak egyike lett. Ezután életét már teljes egészében a tudománynak szentelte. 1546-ban négy geológiai, ásványtani munkája jelent meg Bázelben. Még abban az esztendőben katolikusként a zömében protestáns lakosú Chemnitz polgármestere lett. 1550-ben kiadta „A fémek és pénzérmek áráról” című könyvét, melyben érdeklődése a történelem felé fordult.
1553-ban a Szászországban pestisjárvány dúlt, aminek hatására, elvetve azt hiedelmet, hogy a pestis a vétkek miatt zúdul az emberiségre, megírta „A pestisről” című könyvét.
Több, korábban megkezdett művét nem tudta befejezni, így a bányajogról, a földrengésekről és az egyes bányászbetegségekről szóló értekezését sem. Több munkája is elkallódott, így összességében 21 elveszett művéről tudunk.
Fő műve szempontjából lényeges volt barátsága a joachimstáhli evangélikus lelkésszel. Johannes Mathesiusszal, aki hittételeit ötvözte a bányászat gyakorlatával. A vele folytatott beszélgetései lendületet adtak munkakedvének és felülvizsgálta nézeteit az érctelepekről és a bányászat néhány kérdéséről. Ezután már nyomdakész állapotba hozta fő művét a „De re metalicát”. Nagy gondot fordított a mű méltó kiadására, ezért a legjobb fametszőket kereste meg a szépmívű rajzok elkészítése érdekében. Hat év telt még el a mű kiadásáig, de akkorra ő már négy hónapja halott volt.
Súlyos lázrohamok után 1555. november 21-én elhunyt. A protestáns Chemnitzben, ahol 25 éven keresztül alkotott és évekig volt mindenki megelégedésére polgármester, a lutheránus lelkészek megtagadták tőle sírhely adományozását, ezért holttestét a 60 kilométerre nyugatra, az Elster partján fekvő Zeitz város püspöke fogadta be, és temette el a helyi templomban.

## Legjelentősebb munkája

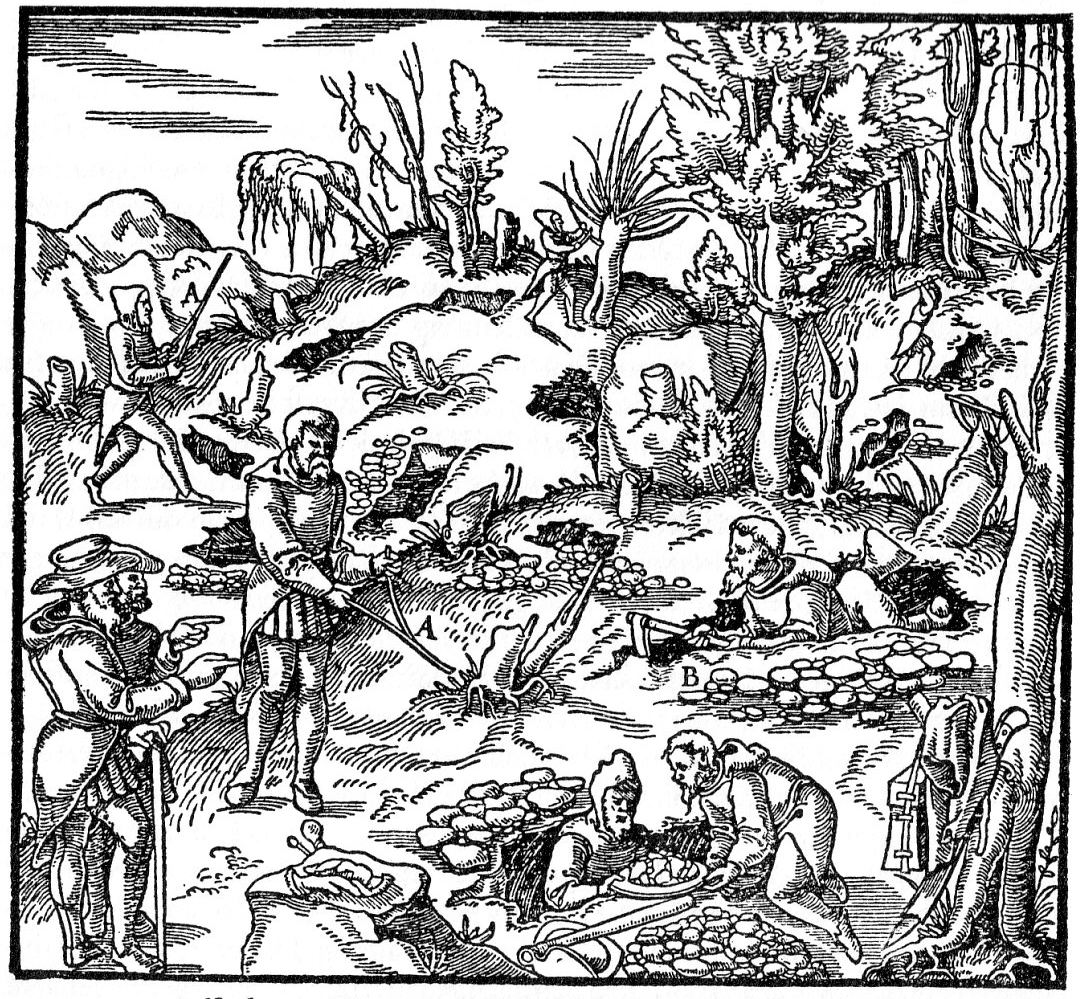
Az érckutatási módok Agricola fő művében

Legjelentősebb munkája a halálát követően, 1556-ban megjelent „Tizenkét könyv a bányászatról és kohászatról” (DE RE METALICA LIBRI XII), ami a következőket tartalmazza:
- ELSŐ KÖNYV: A bányászat jelentőségéről és hasznáról
- MÁSODIK KÖNYV: A bányaművelés módozatairól
- HARMADIK KÖNYV: A telérekről, rétegekről és erekről
- NEGYEDIK KÖNYV: A bányatelkekről, azok kiméréséről és a bányász tisztségekről
- ÖTÖDIK KÖNYV: A telepek feltárásáról és leműveléséről, valamint a bányamérésről
- HATODIK KÖNYV: A bányászok szerszámairól és eszközeiről, a bányagépekről
- HETEDIK KÖNYV: A kémlészetről: az ércek és fémek vizsgálatáról és a próbavevésekről
- NYOLCADIK KÖNYV: Ércek olvasztáshoz való előkészítéséről
- KILENCEDIK KÖNYV: Az ércek olvasztásáról és a fémek kinyeréséről
- TIZEDIK KÖNYV: A nemesfémek elválasztásáról, az ezüst leválasztásáról, az ezüstfinomításról
- TIZENEGYEDIK KÖNYV: Az ezüst elválasztásáról a réztől és vastól
- TIZENKETTEDIK KÖNYV: Az oldatok sűrítéséből nyert anyagokról, a sókról és az üvegkészítésről
- (Online hozzáférés)

## Főbb művei
- Bevezető és egyszerű latin nyelvtan könyvecske. Lipcse, 1520 (46. o.)
- Bermannus-párbeszéd a bányászatról és kohászatról. Bázel, 1530 (135. o.)
- A mértékekről és súlyokról. Bázel, 1533 (292. o.)
- A föld alatti anyagok keletkezéséről és törvényszerűségeikről. Bázel, 1544 (80. o.)
- A földből kiömlő anyagok természetéről. Bázel, 1545 (80. o.)
- Az ásványok természetéről. Bázel, 1546 (215. o.)
- Régi és új bányákról. Bázel, 1546 (39. o.)
- A föld alatti állatokról. Bázel, 1546 (80. o.)
- A hosszmértékekről. Bázel, 1549 (34. o.)
- A fémek és pénzérmék áráról. Bázel, 1549 (182. o.)
- A pestisről. Bázel, 1553 (161. o.)
- A szász hercegi család nemzetségi kapcsolatairól. Berlin, 1555 (277. o.)
- A bányászatról és kohászatról. Bázel, 1556 (538. o.)

## Magyarul megjelent művei
- A bányászatról és kohászatról; vál., tan. Zsámboki László, ford. Mihalovits János, Becht Rezső; s.n., Miskolc, 1983 (Bányászat- és kohászattörténet)
- Tizenkét könyv a bányászatról és kohászatról, amelyekben a bányászat és kohászat körébe tartozó hivatalokat, eszközöket, gépeket és minden egyéb dolgot nemcsak a legérthetőbben leírja, hanem azokat még a kellő helyen beillesztett képekkel, a latin és német megnevezések feltüntetésével a lehető legvilágosabban szemlélteti; ford. Becht Rezső, szerk., bev., tan., jegyz. Molnár László; Országos Magyar Bányászati és Kohászati Egyesület, Bp., 1985, ID 2050280116067
- Bermannus avagy Beszélgetés az ásványok csodálatos világáról; ford. Tóth Péter, szerk., utószó, jegyz. Zsámboki László; ME–Érc- és Ásványbányászati Múzeum, Miskolc–Rudabánya, 1994 (A bányászat, kohászat és földtan klasszikusai)
- A föld alatti élőlények; ford. Tóth Péter, szerk. Koleszár Krisztián; Érc- és Ásványbányászati Múzeum Alapítvány–Borsod-Abaúj-Zemplén Megyei Bányászattörténeti Múzeum, Rudabánya, 2010

## Róla szóló könyvek
- George Agricola Zwölf Bücher vom Berg- und Hüttenwesen, Berlin, 1928
- Georg Agricola 1494-1555 zu Seinem 400.Todestag. Berlin, 1955
- (angolul) "De Natura Fossilium"/Textbook on Mineralogy
- (angolul) Agricola: De Re Metallica Archiválva 2009. december 9-i dátummal a Wayback Machine-ben, fordítas President Hoover, The Mining Magazine, 1912